# Nepijte vodu (film)
Nepijte vodu (Don't Drink the Water) je americký televizní film z roku 1994, který natočil režisér Woody Allen podle své vlastní stejnojmenné divadelní hry z roku 1966. Hra se poprvé dočkala filmové adaptace již v roce 1969, ale Allen nebyl s touto verzí, kterou natočil jiný režisér, spokojen a rozhodl se natočit verzi novou. Allenova verze byla natočena pro televizi ABC. Film pojednává o americké rodině, která cestuje do Evropy, ale její letadlo je uneseno do země za Železnou oponou. Roli otce rodiny ztvárnil sám Allen, přičemž v dalších rolích se představili například Mayim Bialik, Julie Kavnerová, Josef Sommer a Michael J. Fox.